# Tournon-sur-Rhône
Tournon-sur-Rhône è un comune francese di 11 311 abitanti situato nel dipartimento dell'Ardèche della regione dell'Alvernia-Rodano-Alpi, sede di sottoprefettura.

## Società

### Evoluzione demografica
Abitanti censiti

## Amministrazione

### Gemellaggi
- Fellbach, Germania
- Erba, Italia